# Женская сборная Хорватии по хоккею на траве
Женская сборная Хорватии по хоккею на траве — женская сборная по хоккею на траве, представляющая Хорватию на международной арене. Управляющим органом сборной выступает Федерация хоккея на траве Хорватии (хорв. Hrvatski hokejski savez, англ. Croatian Hockey Federation).

## Результаты выступлений

### Чемпионат Европы (III дивизион)
(EuroHockey Nations Challenge III, до 2011 назывался EuroHockey Nations Challenge I)
- 2005 — 4-е место[3]
- 2007 — 5-е место[4]
- 2011 — 4-е место[5]
- 2013 — 4-е место[6]

### Чемпионат Европы (индорхоккей)
II дивизион
- 2008 — [7]

III дивизион
- 2010 — 4-е место[8]
- 2012 — 5-е место[9]
- 2014 — [10]